# Дама са хермелином
Дама са хермелином (итал. Dama con l'ermellino) је слика италијанског ренесансног сликара Леонарда да Винчија. Сликана је темпером и уљаним бојама на дасци крајем 15. вијека.
Према историчарима, дама је Чечилија Галерани, која је била љубавница војводе од Милана, Лудовика Сфорце. Имала је свега 15 година када је насликана.
Слику је купио у Италији пољски државник и писац Адам Чарториски 1798. године. У Другом свјетском рату завршила је у Њемачкој код нациста. На крају рата слика је враћена у Краков и у власништву је породице Чарториски.
Дама са хермелином (итал. Dama con l’ermellino; пољ. Dama z gronostajem) је портрет за коју се вјерује да припада четкици Леонарда да Винчија. Рађена темпером и уљем на дрвеној плочи од ораховине, према многим истраживачима, приказује портрет Чечилије Галерани, љубавнице Лодовика Сфорце, званог Ил Моро, војводе од Милана, што потврђује и сложена симболика слике.
Заједно са „Мона Лизом”, „Портретом Гиневре де Бенчи” и „Лијепом Феронијером”, слика спада у циклус Леонардова четири женска портрета.
Елегантна и мистериозна, „Дама са хермелином” је Леонардово дјело које је дуго времена врло мали број људи имао привилегију да види уживо. Од 1801. године портрет је у престижној колекцији принчева Чарториски. Пољска држава га је купила 2016. године, и једно вријеме је било изложен у Народном музеју у Кракову, да би се 2019. године вратио у Задужбину принчева гдје је изложен данас.

## Интерпретације
Дуго времена су стручњаци испитивали идентитет дјевојке на портрету, као и због чега у наручју држи хермелина, а не неког другог кућног љубимца, који је у сваком случају необичан избор. Поред симболике и енигми, слика има посебно иновативну поставку портретиране за своју епоху и тражи од нас да учинимо корак уназад у времену, у онај Милано гдје је Леонардо провео један од најплодоноснијих периода свог живота.
Кренимо редом и започнимо са лијепом дјевојком која префињеним погледом и пажљивим оком гледа преко слике. Натпис „La Bele Feroniere Leonard d’Awinci”, који се може прочитати у горњем десном углу слике, може нас завести, али како указују и правописне нетачности, ријеч је о апокрифном елементу који је вјероватно додат у Пољској, јер заправо нема разлога за помисао да дјело приказује даму Феронијере, љубавницу Франсоаа I Француског, протагонисту другог Леонардовог портретног ремек-дјела. Верзија која би идентификовала ову даму са Катерином Сфорцом, ћерком Галеаца Марије Сфорце, такође је непоуздана. Према овом тумачењу, црна огрлица од гранита би алудирала на тугу племкиње због губитка оца у завјери из 1476. године, док би хермелин упућивао на хералдички грб Ђованија Андреје Лампугнанија, атентатора одговорног за војводину смрт.
Међутим, управо нас животиња води ка најакредитованијој хипотези: оној о Чечилији Галерани, образованој ломбардијској племкињи са оштрим интелектом, портретираној са 16 година када је већ била љубавница војводе од Милана, Лодовика Сфорце званог Ил Моро (Црни). На грчком се хермелин зове гале; његово присуство на слици, дакле, алудира на презиме дјевојке, као што је случај у другом великом Леонардовом портрету, оном Гиневре де Бенчи, гдје име модела асоцира бујна клека иза ње. Као симбол чистоће и неискварености дјевојке, животиња такође асоцира на Лудовика, који је 1488. године од краља Напуља добио почасну титулу витеза Реда хермелина. Да се све коцкице сложе, настанак слике се према ријечима стручњака датира у исто вријеме. И поврх свега, извор из петнаестог вијека такође говори о портрету Чечилије; наиме Бернардо Белинчони, фирентински пјесник који је тих година боравио у Милану, слави његову љепоту у једном сонету.

## Опис
Али како је Леонардо могао да стави дивљу и стидљиву животињу попут хермелина у наручје Чечилије? Многи сматрају да је ренесансни геније — коме је посматрање природе и живота била апсолутна вриједност — користио доцилнију феретку као модел, у то вријеме врло уобичајену у ломбардијском селу. То потврђују величина и карактерне црте животиње, на слици приказане живахном прецизношћу.
Изгледа да се хермелин и дјевојка поистовјећују суптилном заједништвом преко црта лица, витком фигуром, интензивним и искреним погледом усмјереним у истом правцу: елеменат који појачава необичну позу Чечилије, протагонисткиње двоструке ротације, окренутог попрсја улијево и главе удесно, као да јој је неко привукао пажњу уласком у собу. Овим дјелом Леонардо је дубоко иновирао традицију ломбардијског портрета, која се до тада углавном заснивала на представљању профила. Кроз држање и израз лица, он наставља своје истраживање у приказивању покрета душе, омогућујући нам да замишљамо емоције и ситуације, без да их експлицитно описује. Велики акценат дат је покрету руке која животињу милује танким прстима, истичући њену грациозност и чистоћу, док на уснама дјевојке лебди непримјетни осмијех, исти онај који се уочава код св. Јована Крститеља и Мона Лизе.
Одјећа младе жене је одржавана и префињена, како и приличи дворској дами која има привилегију да буде љубавница једног од најмоћнијих господара у Италији. Лудовико је сам, заокупљен аутентичном страшћу према Чечилији, наручио портрет од Леонарда. Дјевојка је одјевена у шпанском стилу, како је то постало модерно у Милану након што је Сфорца приступио Напуљском краљевству. Углађена фризура која наглашава црте на челу и вео исте боје као и коса, широки и скупоцјени рукави украшени тракама, огрлица од црног гранита — симбола вјерности — која се на сјајној боји тена истиче у елегантном и детаљно описаном костиму једне епохе, којој је суђено да се ускоро заврши заробљавањем Ил Мора од стране Француза.
Одјек портрета међу савременицима је био велики, што је документовао Белинчонијев сонет само пет година након његовог настанка. Маркишкиња Мантове, Изабела Есте упознала је дјело захваљујући Чечилији и тражила је од мајстора да и њу овјековјечи, али је од њеног портрета Леонардо направио само цртеж којем се сада можемо дивити у Лувру.

## Ауторство
У наредним стољећима Леонардово ауторство овог портрета је заборављено. На крају деветнаестог вијека већина критичара приписивала је „Даму са хермелином” ученицима мајстора као што су Ђовани Амброђо Де Предис и Ђовани Антонио Болтрафио. У међувремену, 1801. године слика је ушла у збирку пољских принчева Чарториски — у једном од најмрачнијих тренутака у историји Пољске, са земљом подијељеном између Прусије, Русије и Хабсбуршког царства — и тихо је путовала са својим власницима између Париза и Кракова.
Током Другог свјетског рата нацистички освајачи пронашли су слику у подруму замка Вавел, гдје је била сакривена, и пребацили је у Њемачку. Након реституције 1946. године, отисак пете откривен је у доњем десном углу слике, знак непоштовања према дјелу, а који су рестауратори убрзо санирали.
У сваком случају велико умјетничко благо Пољске, данас „Дама са хермелином” говори цијелом свијету о Леонардовим врлинама и елеганцији једне минуле епохе.